# San Miguel Panán
San Miguel Panán est une ville du Guatemala dans le département de Suchitepéquez.